# Горное гнездо
«Горное гнездо» — роман русского писателя Дмитрия Мамина-Сибиряка, опубликованный в 1884 году.

## История создания и публикации
Роман «Горное гнездо» публиковался в журнале «Отечественные записки», в номерах с 1 по 4 за 1884 год.
Автор не сразу выбрал название «Горное гнездо» для нового произведения. В черновиках он носил различные наименования: «Омут», «Мария Останина», «Очерки „Горного гнезда“». В объяснении к первому изданию романа Мамин-Сибиряк рассказывал, что означает «Горное гнездо». Так на Урале именовали сообщество государственных горных инженеров. Автор же под этим названием объединял и вовсе всех тех, кто верховодил всеми делами на Урале. Писатель также снабдил первую публикацию романа подзаголовком «Из уральской летописи». В последующих его изданиях он и примечание о значении названия были убраны.
При этом историю «Горного гнезда» в своих черновиках Мамин-Сибиряк возводил к периоду вольницы XVII века, а его окончательный упадок приписывал своему времени:
Горное гнездо, как его обыкновенно понимают: казённые инженеры, — но их время миновало, доживают последние дни выбитые из гнезда птенцы-поздныши. Светлая жизнь миновала и имеет только исторический интерес
В другом своём черновике Мамин-Сибиряк приводит неутешительные результаты деятельности «Горного гнезда»: концентрация земли в одних руках на фоне обезземеливания остальных, горное дело как единственный промысел, отсутствие образования, а также такие абсурдные для горнодобывающего региона явления как английские рельсы или закупка тульских железных изделий.
Материалы для романа Мамин-Сибиряк начал собирать задолго до его написания. Так в августе 1875 года он писал отцу из Петербурга, прося его собрать сведения о Демидовых и истории Урала. Мамин-Сибиряк писал «Горное гнездо» одновременно с «Приваловскими миллионами». Очень скоро после публикации последних писатель отправил первую часть «Горного гнезда» в журнал «Отечественные записки». Его редактор Михаил Салтыков-Щедрин похвалил её и сообщил о том, что ждёт продолжение.
В своей автобиографии Мамин-Сибиряк признавался, что «Горное гнездо» — незаконченный роман. Связано это было и с закрытием «Отечественных записок», где он печатался. Продолжением «Горного гнезда» может служить роман «На улице» (другое название «Бурный поток»), однако сам автор не считал его удачным окончанием «Горного гнезда».

## Критика
Критика в целом положительно отнеслась к выходу романа «Горное гнездо». Критик Александр Скабичевский, который ранее «много крови попортил» Мамину-Сибиряку (по словам самого же писателя), вдруг сравнил автора «Горного гнезда» с Эмилем Золя, а сам роман назвал лучшим украшением русской литературы.
К «Горному гнезду» очень тепло относились в редакции «Отечественных записок», так об этих восторженных отзывах Мамину-Сибиряку поведал Александр Плещеев, бывший секретарь их редакции. Рецензент из журнала «Русская мысль» положительно отозвался о романе, отметив, что «Горное гнездо» и «Три конца», другой роман Мамина-Сибиряка, взаимно дополняют друг друга.